# 阮奉
阮奉，越南李朝官员。
大定六年乙丑（1145年、宋高宗紹興十五年）春，时任奉職的阮奉向大越皇帝英宗李天祚进献六眸龟，龜胷中有籒文二行，群臣辨认，发现是王以公法四字。阮朝编年体史书《國史遺編》记载，阮奉在李朝官至左都督，是阮朝皇帝的祖先，以阮奉为阮遠之子，阮淦的十三世祖。